# الإنصاف في معرفة الراجح من الخلاف (كتاب)
الإنصاف في معرفة الراجح من الخلاف أحد كتب الفقه الحنبلي، ألفه علاء الدين المرداوي. يعد الكتاب أحد كتب الفقه المقارن داخل مذهب الإمام أحمد بن حنبل، حيث يذكر فيه المؤلف جميع الروايات الواردة في كل مسألة فقهية عن الإمام أحمد بن حنبل، ويذكر المعتمد في المذهب عن الإمام بالقياس على قواعده وأصوله ونصوصه، وكثيرًا ما يضع تنبيهات في فائدة الخلاف.

## سبب التأليف
قال المرداوي في مقدمة الكتاب:
| الإنصاف في معرفة الراجح من الخلاف (كتاب) | أما بعد، فإن كتاب "المقنع" في الفقه تأليف شيخ الإسلام موفق الدين أبي محمد عبد الله بن أحمد بن محمد بن قدامة المقدسي قدس الله روحه، ونور ضريحه من أعظم الكتب نفعا... إلا أنه رحمه الله تعالى أطلق في بعض مسائله الخلاف من غير ترجيح، فاشتبه على الناظر فيه الضعيف من الصحيح، فأحببت إن يسر الله تعالى أن أبين الصحيح من المذهب والمشهور، والمعمول عليه والمنصور، وما اعتمده أكثر الأصحاب، وذهبوا إليه ولم يعرجوا على غيره ولم يعولوا عليه. | الإنصاف في معرفة الراجح من الخلاف (كتاب) |

## أقسام الكتاب
اشتمل الكتاب على اثني عشر جزء:
- الجزء الأول: الطهارة والصلاة.
- الجزء الثاني: الصلاة والجنائز.
- الجزء الثالث: الزكاة والصيام والاعتكاف والمناسك.
- الجزء الرابع: المناسك والجهاد والبيع.
- الجزء الخامس: البيع والحجر والشركة.
- الجزء السادس: الشركة والعارية والشفعة.
- الجزء السابع: الوقف والوصايا والفرائض والعتق.
- الجزء الثامن: النكاح والصداق والخلع والطلاق.
- الجزء التاسع: الطلاق والظهار واللعان والعدد والرضاع والنفقات والجنايات.
- الجزء العاشر: الجنايات والديات والحدود والأطعمة.
- الجزء الحادي عشر: الأيمان والقضاء.
- الجزء الثاني عشر: الشهادات والإقرار.